# Cattedrale dell'Avvento (Abuja)
La cattedrale dell'Avvento è la cattedrale anglicana di Abuja, in Nigeria, ed è la sede della diocesi anglicana di Abuja.
La chiesa cattedrale dell'Avvento di Abuja è stata inaugurata il 26 novembre 1999, è la sede della comunione anglicana in Nigeria e del primate di tutta la Nigeria. L'edificio è stato progettato per accogliere 3000 fedeli.